# Буковац (Буковац)
Буковац (рум. Bucovăț) насеље је у Румунији у округу Тимиш у општини Буковац. Oпштина се налази на надморској висини од 92 m.

## Прошлост
По "Румунској енциклопедији" помиње се 1492. године "Буков" град. Поново се среће 1690. године. Име му је српско.
Буковац је 1764. године православна парохија у Темишварском протопрезвирату. Аустријски царски ревизор Ерлер је констатовао 1774. године да место "Буковец"" припада Буковичком округу, Темишварског дистрикта. Становништво је било претежно влашко.
Када је 1797. године пописан православни клир ту су била два свештеника. Парох поп Адам Павловић (рукоп. 1763) знао је само румунски језик, као и поп Михаил Кожаји (1788).

## Становништво
Према подацима из 2002. године у насељу је живело 1150 становника.

### Попис2002.
| Расподела становништва по националности 2002.‍ | Расподела становништва по националности 2002.‍ | Расподела становништва по националности 2002.‍ | Расподела становништва по националности 2002.‍ | Расподела становништва по националности 2002.‍ |
| --------------------------------------------- | --------------------------------------------- | --------------------------------------------- | --------------------------------------------- | --------------------------------------------- |
|                                               |                                               |                                               |                                               |                                               |
| Румуни                                        | Румуни                                        |                                               | 1.022                                         | 89,3%                                         |
| Мађари                                        | Мађари                                        |                                               | 33                                            | 2,9%                                          |
| Роми                                          | Роми                                          |                                               | 75                                            | 6,6%                                          |
| Украјинци                                     | Украјинци                                     |                                               | 8                                             | 0,7%                                          |
| Словаци                                       | Словаци                                       |                                               | 7                                             | 0,6%                                          |